# اودسا

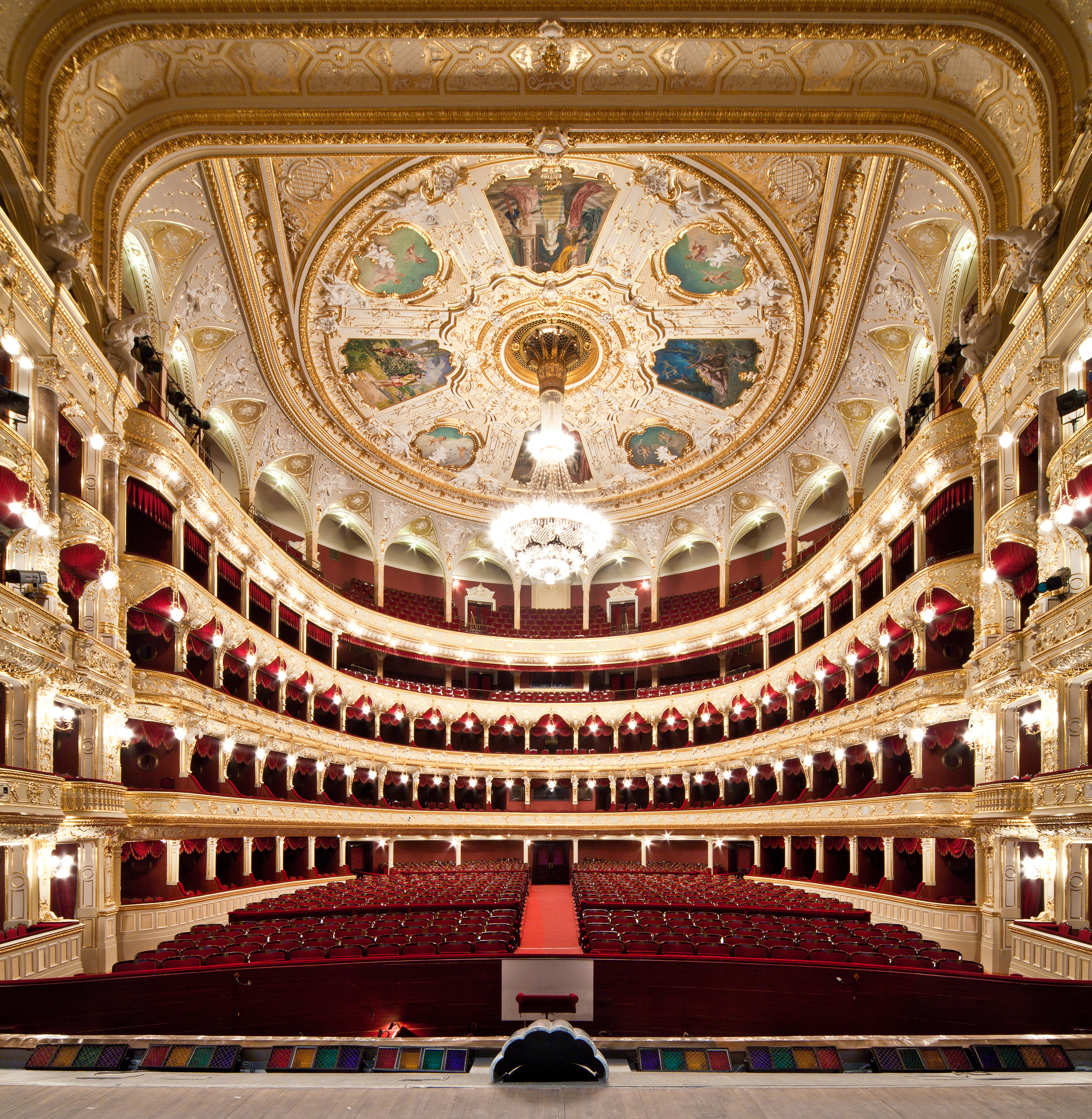
نگاره‌ای از سمت سن به سوی تالار اُپرا و تماشاخانهٔ باله در اودسا، اوکراین. این تالار قدیمی‌ترین تماشاخانهٔ اودسا و به‌همراه پلکان پوتمکین، از مشهورترین عمارت‌های اودسا هستند.

اودسا (به اوکراینی: Одеса)؛ (به روسی: Одесса) (به لاتین odesa) یکی از شهرهای بندری کشور اوکراین در کرانه دریای سیاه است.
شمار ساکنان آن در حدود ۱,۰۱۵,۸۲۶ نفر (۲۰۲۱ تخمینی) است و چهارمین شهر بزرگ اوکراین به‌شمار می‌آید. اودسا بزرگ‌ترین شهر کرانه دریای سیاه است و مرکز استانی است به نام استان اودسا. شهر اودسا بر روی تپه‌هایی پیرامون بندرگاهی کوچک ساخته شده‌است.

## تاریخ باستان
نخستین سکونت انسانی در این منطقه در اوایل دوران دیرینه‌سنگی آغاز شد. از سده هشتم پیش از میلاد اقوام هندواروپایی کیمری در این منطقه نشیمن گزیدند که با گذر زمان جای خود را به اقوام ایرانی‌تبار سکا و سرمت (سلم) دادند. مدت‌ها پس از آن، یونانی‌ها و اسلاوها به این منطقه وارد شدند.
در زمان پادشاهی کیف، تیره‌های اولیچی و تیورتسی در این محل نشیمن داشتند و در میان سال‌های ۱۲۳۹ و ۱۲۴۰، لشکر مغول این ناحیه را فتح کرد.
در آغاز سده ۱۵ میلادی، حاجی گرای تاتار این منطقه را به دوک‌نشین لیتوانی واگذار کرد. حاجی گرای، تحت حمایت این دوک‌نشین، خاناتی را در برابر لشکر مغول ایجاد کرد که خانات کریمه نامیده می‌شد.
محل کنونی شهر اودسا در این زمان حاجی‌بی نامیده شد و جزئی از منطقه دیکرا به‌شمار آمد.

## نگارخانه

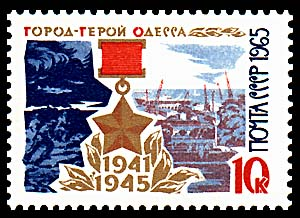
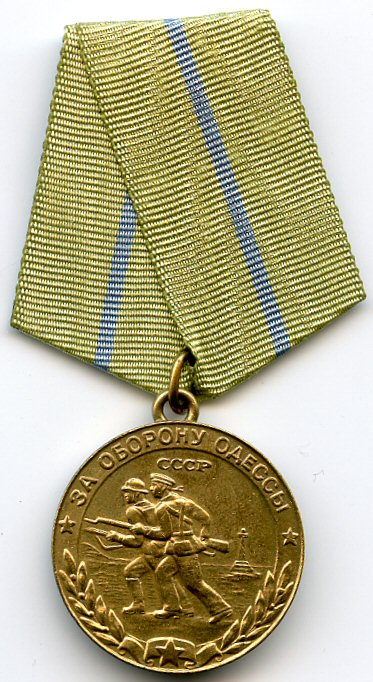
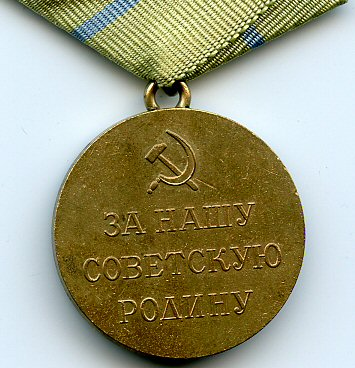
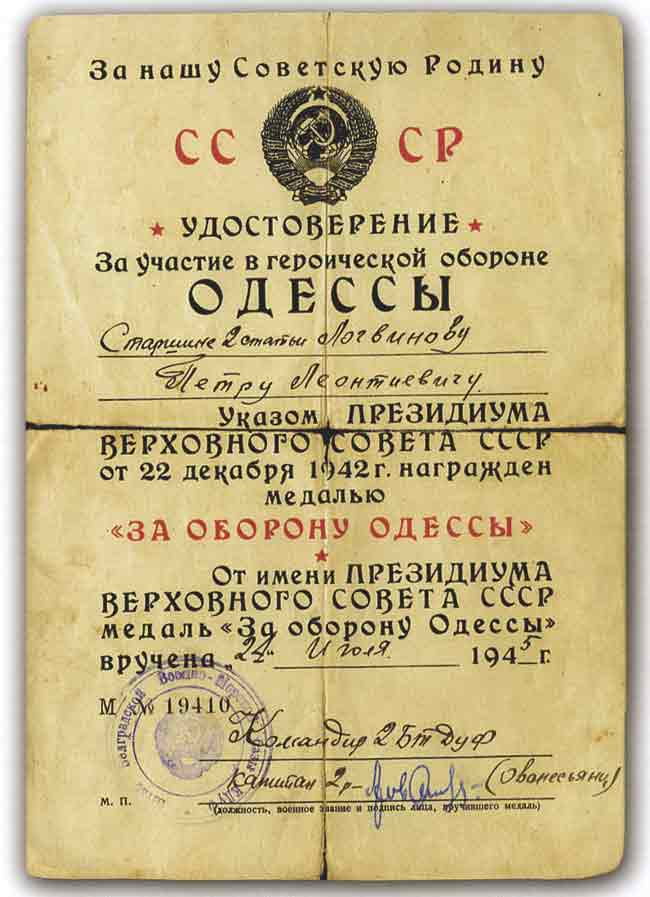